# Siêu cúp bóng chuyền Albania
Siêu cúp bóng chuyền Albania hay Cúp FSHV là giải đấu giữa các đội bóng chuyền chuyên nghiệp của Albania và được tranh tài bởi 4 đội bóng có thứ hạng cao nhất ở Giải bóng chuyền vô địch quốc gia Albania mùa trước.

## Đội vô địch
- 2011 ?
- 2012 Teuta[2]
- 2013 ?
- 2014 Tirana[3]
- 2015 Studenti[2]
- 2016 Farka Volley[4]